# B.B.Joker
B.B.Joker（ビー・ビー・ジョーカー）は、少女ギャグ漫画作品。作者はにざかな。にざが原作、かなが作画を担当している。オムニバス形式でありながら、所々シリーズ化されている作品でもある。

## 概要
白泉社LaLaにて、1997年から2002年にかけての5年間にわたって連載。全5巻+ファンブックが発売。本項ではLaLaでの本連載のほか、増刊号LaLa DXでの『B.B.Joker Selection』、別冊花とゆめでの『メロメロ』、他単行本に掲載されている、ヤングアニマルなどに載った単発読切も、基本的には同様にB.B.Jokerとして扱う。
タイトルの由来は、“人生のJoker（ババ）を引いた瞬間を、Black＆Bitterに描く。”意味から来ている。
基本的にはオムニバス形式の4コマ漫画。少女漫画らしい可愛らしい絵柄と、青年漫画のノリに近いブラックかつシュールなネタとなっている。

## 登場人物

### 安藤
安藤大介（あんどう だいすけ）
17歳。常に奇怪な言動で、美佳や大坊先生を困らせる高校生。不思議ちゃんな性格で、なおかつ○○○に対して異様に執着している。美佳を（弄り役として）大切に思っている。本作品で最も早くシリーズ化された。学ラン→ブレザー着用。母親の素顔を見たことがない。式守伊之助を尊敬している。4月11日生まれ。
相澤美佳（あいざわ みか）
17歳。大介と付き合っているが、常に彼に振り回されて碌な目に遭わない。12月23日生まれ。
大坊（だいぼう）
安藤の担任教師。安藤にいじられるが、関係は割と上手くいっている様子。メキシコとインディアンにそれぞれ瓜二つな人がいる。恋人募集中。
安藤華子（あんどう はなこ）
大介の母親。夫に言われたある一言がきっかけで極度の対人恐怖症に陥る。吉永小百合を尊敬し、加齢を非常に気にしている。8月16日生まれ。
安藤京介（あんどう きょうすけ）
大介の父親。息子以上の変人。「ふしぎなおとな」の主役。かつてトムに飼われていた。11月4日生まれ。

### 修
沖津修（おきつ しゅう）
24歳。通称・修（しゅう）さん。1万人の女性と付き合った、クールなナンパ男。恐ろしく天然で、しばしば大失敗をかます憎めない性格。週末になると全裸で帰ってくる。時代劇マニアで、水戸黄門の視聴は欠かさない。童貞(?)。「沖津君Perfect」の主役（沖津雅俊）の兄であり、彼と2人暮らししている。私服姿の長谷川貴裕を一目見て、男と見抜いた唯一の人物。赤が好き。9月25日生まれ、AB型。
坂本圭（さかもと けい）
21歳、修の付き人。修に憧れ、崇拝している男。時には修よりモテるうっかり八兵衛的存在。7月28日生まれ。
甲斐リュウジ（かい リュウジ）
25歳、修のライバル。修の行く先々に現れては、彼に子供っぽい嫌がらせを与えて去って行く謎の男。体重は、修と同じ64kgで、誕生日と血液型も修と同じ。小学5年生の頃に珠算検定1級を取得した（自称）。某ガキ大将を尊敬している。

### 長谷川物語
長谷川貴裕（はせがわ たかひろ）
16歳。男でもうっかり惚れる程の女顔で、あだ名はオカマ。自分の女顔が非常にコンプレックスである。大山倍達を尊敬、男らしさを目指しつつも、空回りすることが多い。彼の姉と妹も瓜二つ。4月3日生まれ。
澤井伸一（さわい しんいち）
16歳、長谷川の友人。長谷川に恋心を寄せる（彼の姉や妹には全く何も感じない）自分に悩んでいる。家は貧乏。フレディ・マーキュリーを尊敬している。9月12日生まれ。
桜井彩（さくらい あや）
16歳、長谷川の友人。長谷川に対して、どこか倒錯した恋心を抱いている。尊敬する人は神取忍。7月7日生まれ。

### 夫婦な二人 / 双子な二人
伊藤今日子（いとう きょうこ）
25歳、旧姓は小野寺。夫とは幼馴染。夫に対するいびりは凄まじく、本当に愛しているのかは怪しい。婚姻届を未だに出していない。フグ田サザエを尊敬している。4月30日生まれ。
伊藤賢司（いとう けんじ）
25歳、妻の虐げに必死に耐える健気な夫。舅を尊敬している。5月5日生まれ。
伊藤明日香（いとう あすか）&伊藤友朗（いとう ともろう）
二卵性の双子。姉は生まれてから1年ほど人目のつかない場所に隠されていた。母親の胎教のおかげで、齢0歳にして人生を悟りきっている。2人とも母親似であり、2月26日生まれ。
伊藤忠次（いとう ただつぐ）
57歳。賢司の父親で、仙台市在住。定年間近の公務員。今日子に弱みを握られているらしく、彼女に従順。

### 生物
生物（せいぶつ）
まるで餅のような謎の生き物。端整なのに、周囲から嫌われている。何をやっても死なない不死身体質のメス。外因性による分裂及び合体も可能。ゴミを食べて卵を産み、環境を浄化することが出来る。自分の卵を食べると変色する。秘密結社のボスをからかうのが好き。尊敬の対象はマハトマ・ガンジー。
高宮馨（たかみや かおる）
16歳、生物の数少ない友人にして理解者。趣味はコスプレ。ロリータ嗜好の男であり、「歌う女の子」の主役（中島ひかり）がお気に入り。

### グリーンハイツ202
岡山美紀（おかやま みき）
21歳。グリーンハイツ202号室に住む、女子大生。連載当初はどこにでもいる女の子だったが、彼氏に振られたことをきっかけに徐々に家に閉じこもり、壊れていく。「机に向かう男」の主役（岡山宏）は彼女のいとこ。1月28日生まれ。
三田村秀雄（みたむら ひでお）
グリーンハイツ203号室に住む、眼鏡の青年。美紀が気になっているようだが、彼女の変な思いつきの行動に真っ先に被害に遭う、かわいそうな人。岡山宏の予備校講師。

### 教育4コマ
藤崎まなみ（ふじさき まなみ）
教育番組のおねえさん（2代目）。初代のお姉さんとビン太くんは闇の組織によって殺された。いつもビン太くんに振り回されている、隠し子持ちのシングルマザー。いつ2代目ビン太くんに殺されるか戦々恐々の日々を送っている。2月18日生まれで、尊敬の相手はジョディー・フォスター。
ビン太（びんた）
そのマスコット。2代目はかなり危ない性格で、教育番組的に問題発言も多い。10円玉を潰せる。深作欣二を尊敬している。12月31日生まれ。

### 犬になるまで
斉藤ツトム（さいとう ツトム）
14歳。犬と人間のハーフとして生まれた少年。Mの気がある。最初は人間だったが、徐々に犬化していく。猿と仲が良い。
下村美代子（しもむら みよこ）
14歳、ツトムとは恋仲。犬になった後も、ツトムを忘れることが出来ない。実は、ツトムと猿を引き合わせた張本人。
斉藤トム（さいとう トム）
ツトムの父親。流暢に人語を話せる、犬。京介の（元）飼い主であり、猿とはまさに犬猿の仲。
斉藤由佳（さいとう ゆか）
ツトムの母親で、人間。京介とは、トム繋がりで面識がある。

### 真知子のせいで…!!
日暮真知子（ひぐらし まちこ）
3巻の準主役。行く場所全てで不幸と災厄を撒き散らす、元気一杯な村の女の子。自分が生まれ育った村を全焼させている。1月1日生まれ。
和村有希（わむら ゆき）
14歳、村長の娘で成績優秀。真知子の（数少ない）親友兼苦労人。

### マンガ道
十條真彦（じゅうじょう まさひこ）
17歳。漫画家志望の少年。祐子との出会いによってコンビを組み、少女向けギャグ漫画の原作者となる。非常に狂気じみた性格。モデルは、にざ。
正木祐子（まさき ゆうこ）
17歳。漫画家志望の少女。真彦との出会いによって半ば無理やりコンビを組まされ、少女向けギャグ漫画の作画担当となる。本心では真彦のことが大嫌い。モデルは、かな。美佳とは友人関係。

### Ping□Pons!!
熊谷亮太（くまがや りょうた）
18歳、卓球をこよなく愛する眼鏡の男子高校生。かなりの実力を誇る、卓球部部長。部員の少なさで部が廃部の危機にあるため、唯一の部員（厘子）と共に宣伝活動をするがことごとく空回りする。
上関厘子（かみのせき りんこ）
16歳。卓球以上に、卓球の球が大好きな女子高生。亮太と共に宣伝活動を行うが、足を引っ張っている。
顧問の先生
卓球部を存続させるために頑張ってはいるが、報われない。本名は不明。

### 秘密結社
ボス
38歳、秘密結社を束ねるボス。様々かつユニークな拷問方法を編み出し、部下からは恐れられている。生物のことが大嫌い。尊敬するのはダース・ベイダー。12月4日生まれ。

### 走っている二人
黒髪の男&茶髪の男
常に走っている、2人の大学生。黒髪の男は走りながらのボケ役であり、茶髪の男はそれのツッコミ役である。『B.B.J』の中でも屈指の古株キャラクターでありながら、名前がない。黒髪の男と美紀はメル友関係。黒髪の男は4月1日生まれで間寛平を、茶髪の男は8月20日生まれで瀬古利彦を尊敬している。

## 単行本
サイズはA5判。発行元はいずれも白泉社ジェッツコミックス。
- 第1巻（表紙は安藤。ISBN 4-592-13188-6）
- 第2巻（表紙は修。ISBN 4-592-13198-3）
- 第3巻（表紙は長谷川。ISBN 4-592-13223-8）
- 第4巻（表紙は伊藤夫妻。ISBN 4-592-13224-6）
- 第5巻（表紙は生物。ISBN 4-592-13225-4）
- 第5.5巻（ファンブック）